# Стоян Василев
Стоян Стоянов Василев (Божо) е български лекар. Участник в партизанското движение по време на Втората световна война, командир на Партизански отряд „Георги Бенковски“ (Червен бряг).

## Биография
Стоян Стоянов е роден на 17 април 1917 г. в с. Кирилово (дн. Стояново), Берковско. Като ученик във Врачанската гимназия е активен член на РМС. От 1938 г. е студент по медицина в София. Активен член на БОНСС. Работи като стажант-лекар в гр. Червен бряг.
Участва в партизанското движение по време на Втората световна война. През април 1944 г. преминава в нелегалност. Партизанин от Партизански отряд „Георги Бенковски“ (Червен бряг). След раняването на Нецо Гарвански е командир на отряда.
Загива в Брусенската битка на 26 юни 1944 г.